# Daniel II (biskup praski)
Daniel II Milik (zm. 30 marca 1214) – duchowny katolicki, biskup praski od 1197 r.

## Życiorys
Data urodzenia i pochodzenie Daniela Milika nie jest znane. Przed objęciem urzędu biskupiego był kapelanem Władysława III Henryka, młodszego brata Przemysła Ottokara I.
Po śmierci Henryka Brzetysława został wybrany przez kapitułę katedralną nowym ordynariuszem praskim. Inwestytury udzielił mu książę Władysław III Henryk, który wprowadził go na urząd. Na początku rządów udało mu się doprowadzić do zgody między Władysławem a Ottokarem, w wyniku której księciem czeskim i suwerenem został Ottokar I a Władysław Henryk nosił tytuł margrabiego Moraw.
Daniel II nie wykazywał zainteresowania sprawami duszpasterskimi. Za jego pontyfikatu powstało kilka nowych kościołów. W 1203 r. papież kanonizował św. Prokopa, pierwszego opata klasztoru bendyktynów w Sazawie. W 1207 r. biskup potwierdził fundacje klasztoru cystersów w Mašťovie, który został przeniesiony sześć lat później do Ossegg.
Współpracował z królem Przemysłem Ottokarem I, ułatwiając mu rozwód z Adelajdą Miśnieńską w 1198/1199, kiedy to powołał się na zbyt bliskie pokrewieństw między małżonkami – czwarty stopień, mimo iż władca posiadał potomstwo z tego związku.
Zmarł w 1214 r. i został pochowany prawdopodobnie w katedrze św. Wita.